# Vitt stråfly
Vitt stråfly, Photedes morrisii, är en fjärilsart som beskrevs av James Charles Dale 1837. Vitt stråfly ingår  i släktet Photedes och familjen nattflyn, Noctuidae. Enligt den svenska rödlistan är arten starkt hotad, EN, i Sverige. I Sverige förekommer arten på ett fåtal lokaler med lämplig miljö längs Skånes västkust. Artens livsmiljö är fuktigare ängsmark med täta ruggar av värdväxten rörsvingel, längs havsstränder. En underart finns listad i Catalogue of Life, Photedes morrisii sohnretheli Püngeler, 1907.